# Sphenoraia yajiangensis
Sphenoraia yajiangensis (лат.) — вид жуков-листоедов рода Sphenoraia из подсемейства Козявки (Hylaspini, Galerucinae).

## Распространение
Встречается в Китае (Сычуань, YaJiang; на высоте 3600 м).

## Описание
Мелкие жуки-листоеды. Самец: длина 5,8—6,2 мм, ширина 3,6—4,0 мм. Самка: длина 5,8—6,3 мм, ширина 3,5—3,9 мм. Голова, усики и ноги коричневые, переднеспинка, щитик и надкрылья черновато-зелёные, вентральная поверхность тела чёрная, надкрылья от основания до апикальной 1/3 и вершина каждого абдоминального сегмента жёлтые. У самца вертекс мелко и редко покрыт точками; лобные бугорки отчётливо приподняты, отделены друг от друга глубокой бороздой; усики короткие, крепкие, вытянуты до середины надкрылий; антенномеры 1—3 тонкие, блестящие; антенномеры 4—11 широкие и плоские, с короткими волосками. Кормовые растения из семейства Барбарисовые. Вид был впервые описан в 1992 году.